# Chromi(III) phosphat
Chromi(III) phosphat là một hợp chất hóa học vô cơ có công thức là CrPO4. Nó là chất rắn màu xanh lục, không tan trong nước. Dạng ngậm 6 nước CrPO4·6H2O có màu tím. Dạng ngậm 4 nước, CrPO4·4H2O cũng được biết đến.

## Điều chế
CrPO4 khan được điều chế bằng một vài cách sau đây:
- Cho chromi(III) oxit tác dụng với axit phosphoric:

Cr2O3 + 2H3PO4 → 2CrPO4↓ + 3H2O
Có thể thay Cr2O3 bằng Cr2S3, Cr2Se3 hoặc Cr2Te3. Tuy nhiên, các sản phẩm tạo ra sẽ có chứa khí tương ứng là H2S, H2Se, H2Te, rất nguy hiểm cho người điều chế. Vì vậy cũng có thể dùng muối bất kì của Cr(III) để thu được CrPO4.
- Cho muối phosphat tan tác dụng với muối chromi(III) tan bất kì:

CrBr3 + Na3PO4 → CrPO4↓ + 3NaBr
Có thể thay CrBr3 thành CrCl3, Cr(NO3)3, Cr2(SO4)3,...
- Ngoài ra, việc khử CrO3 bằng H3PO4 ở 700 °C (1.292 °F; 973 K) cũng sẽ thu được CrPO4[1]:

CrO3 + 2H3PO4 → 2CrPO4↓ + {\displaystyle {\frac {9}{2}}}H2O
CrPO4·6H2O được điều chế bằng phản ứng giữa kali đisunfatochromat(III) (tên thường gọi là kali chromi alum) và natri biphosphat:
KCr(SO4)2 + 2Na2HPO4 → 2CrPO4·6H2O↓ + Na2SO4 + K2SO4 + H2SO4

## Tính chất vật lý
CrPO4 xuất hiện ở ba dạng: α-CrPO4, β-CrPO4 và CrPO4. α-CrPO4 thu được khi nung nóng dạng beta, có màu lục lam đậm. Nó bị thủy phân ở nhiệt độ > 1500 ℃, mất P2O5 và trở thành chromi(III) oxit. Còn β-CrPO4 thu được từ việc nung nóng dạng thứ ba (CrPO4) đến 1500 ℃, có màu vàng hung.

## Ứng dụng
CrPO4 được sử dụng như là một lớp phủ chống ăn mòn. Ngoài ra, nó còn là chất xúc tác cho phản ứng khi kết hợp với AlPO4, dùng làm xúc tác cho phản ứng kiềm hóa hydrocarbon thơm bằng cách sử dụng các rượu như metyl hóa toluen bằng metanol. Rượu được khử nước thành ether trong khi sản phẩm thay thế alkyl có thể được sử dụng làm chất trung gian trong sản xuất sợi tổng hợp như poli(etylen terephthalat).

## Hợp chất khác
CrPO4 còn tạo một số hợp chất với NH3, như CrPO4·3NH3 là chất rắn màu lục lam, CrPO4·5NH3·2H2O là chất rắn màu đỏ hồng hay CrPO4·6NH3·4H2O là chất rắn màu vàng, tan ít trong nước.